# Љи Ости (Ријети)
Љи Ости је насеље у Италији у округу Ријети, региону Лацио.
Према процени из 2011. у насељу је живело 345 становника. Насеље се налази на надморској висини од 842 м.